# Grzebień (Gorce)

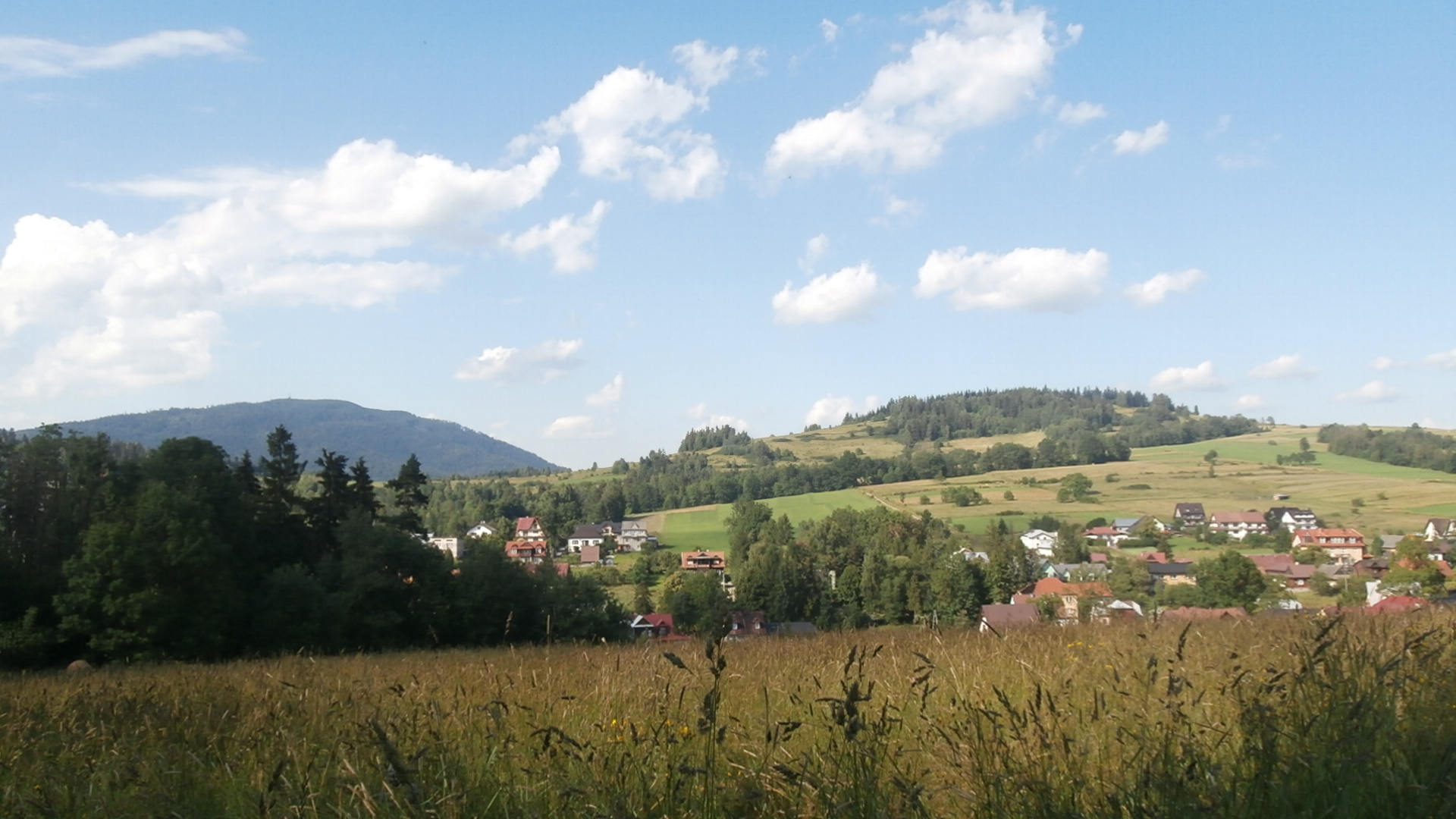
Widok na Grzebień (po prawej) i Luboń Wielki z Rabki

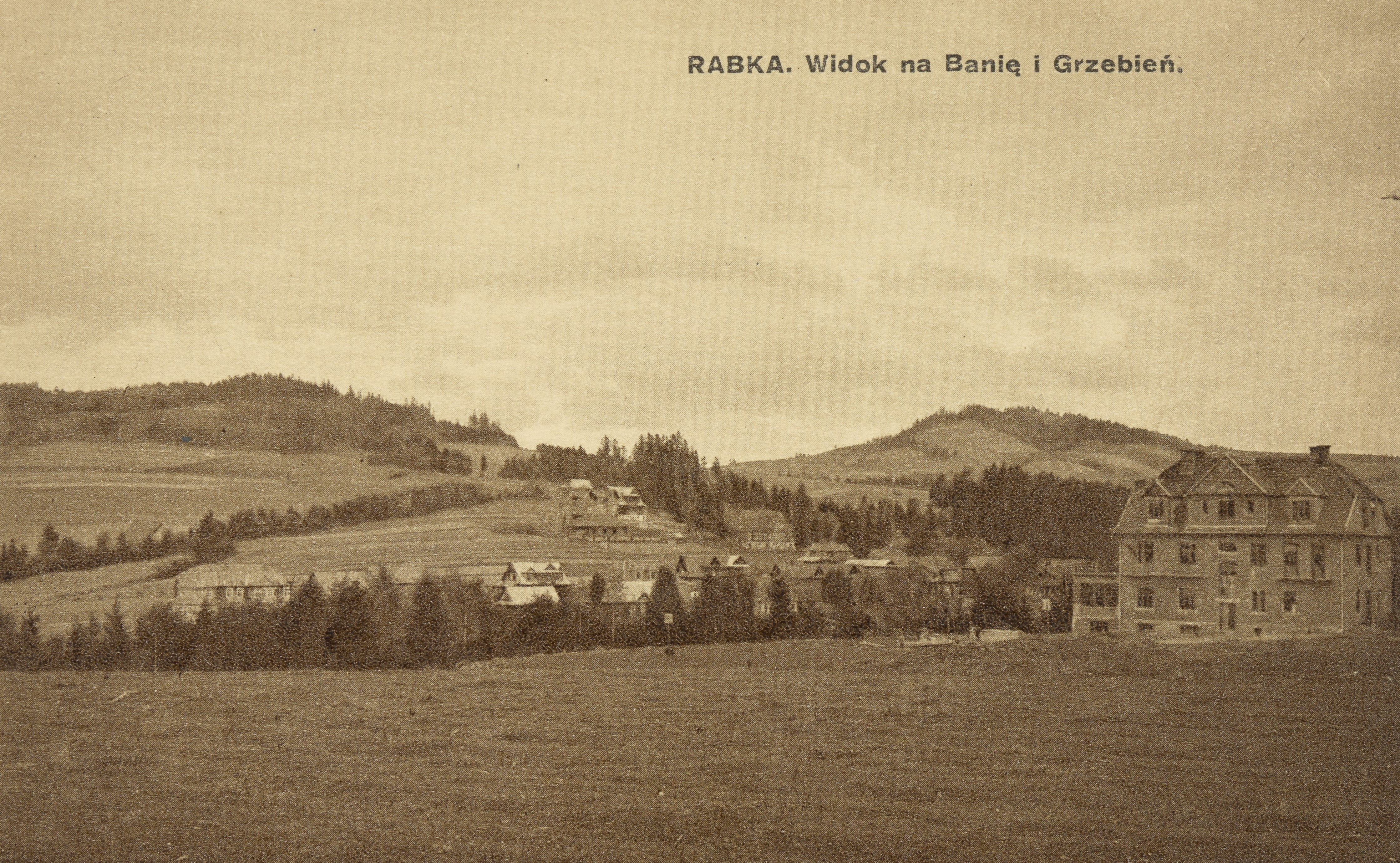
Widok na Banię i Grzebień około 1931

Grzebień (677 m) – równoleżnikowe wzniesienie w granicach miasta Rabka-Zdrój, będące częścią grzbietu biegnącego od Barda, przez przełęcz Jama, Szumiącą i Groń do Bani.
Od zachodu poprzez łagodne obniżenie (578 m) sąsiaduje z Banią, a od południowego wschodu poprzez mało wybitne siodło (611 m n.p.m.) łączy się z łukowatym wałem (do 667 m n.p.m.) biegnącym od Gronia. Znajduje się na granicy dwóch mezoregionów: Gorców i Kotliny Rabczańskiej, której zbocza podchodzą do wysokości około 500–600 m n.p.m. Dość silnie porośnięte lasem stoki północne opadają ku Rabie, a w większości odkryte i wykorzystywane rolniczo stoki południowe – ku dolinie potoku Słonka. W okolicy Grzebienia od pasma, którego jest częścią, odchodzą dwa boczne wzniesienia: Bania (612 m) i Królewska Góra (588 m). Na północnych i wschodnich zboczach mają swoje źródła krótkie, ale mocno rozgałęzione potoki: Potok Królewski i Skaliśniański, których głęboka i lesista dolina oddziela Grzebień od Gronia. Południowe zbocza ukośnie przecina najdłuższy dopływ Słonki – Górzki Potok.

## Szlaki turystyczne
Rabka-Zdrój – Grzebień – Olszówka – Potaczkowa – Jadamczyków Groń – Mszana Dolna.
 niebieski: Zaryte – przełęcz między Banią i Grzebieniem – Rabka-Zdrój – Olszówka – Poręba Wielka.